# Emily Fairbanks Talbot
Pour les articles homonymes, voir Talbot (homonymie).
Emily Fairbanks Talbot, née le 22 février 1834 et morte le 29 octobre 1900 est une philanthrope américaine, promotrice de l'éducation supérieure des jeunes filles. Elle est cofondatrice de l'American of Collegiate Alumnae en 1881.

## Biographie
Emily Fairbanks naît en 1834 à Winthrop, dans le Maine, fille de Columbus Fairbanks et de Lydia Tinkham. Ses parents sont fermiers. Elle fait ses études à l'école locale et reçoit des leçons données par sa mère à la maison. Elle commence à enseigner à l'âge de seize ans dans une école d'Augusta, puis en 1854, elle enseigne à Baltimore. Elle se marie le 29 octobre 1856 avec Israel Tisdale Talbot, médecin diplômé de l'école de médecine de Harvard et de l'institut médical homéopathique de Pennsylvanie. Le couple voyage en Europe puis s'installe à Boston, où Israel Talbot ouvre un cabinet et un dispensaire. Le couple a six enfants, dont quatre atteignent l'âge adulte, notamment Marion Talbot. Israel est nommé professeur de chirurgie à la faculté de médecine de l'université de Boston en 1873 à sa fondation et en est le premier doyen. Il est aussi rédacteur en chef de la revue médicale New England Medical Gazette. Le couple est lié avec des personnalités de Nouvelle-Angleterre comme la romancière Louisa May Alcott, autrice du roman Les Quatre Filles du docteur March ou Julia Ward Howe, suffragiste et autrice du chant The Battle Hymn of the Republic.
Emily Talbot s'investit dans les questions relatives à l'éducation, notamment aux possibilités d'études pour les filles. Elle engage des professeurs privés de latin et de grec, et scolarise pour ces deux langues ses fille Marion et Edith dans une école non-mixte de garçons, la Chauncy Hall School. La famille voyage aussi en Europe, pour que les filles puissent étudier des langues vivantes requises dans les examens universitaires. Confrontée au refus de la Boston Latin School, une école de garçons, de scolariser les filles, elle fonde avec d'autres femmes en 1877 la Girls' Latin School, qui permet aux jeunes femmes de préparer les examens universitaires, sa fille cadette Edith est la première élève diplômée de cette école. Lorsque Marion Talbot obtient son diplôme de l'université de Boston en 1880, Emily Talbot et Julia Ward Howe l'incitent à poursuivre sa formation au Massachusetts Institute of Technology (MIT). Elle soutient la création de l'Association of Collegiate Alumnae en 1881. Cette association a pour visée de favoriser les études universitaires des jeunes femmes et de soutenir leur insertion professionnelle. Emily Talbot participe également à la création de la Massachusetts Society for the University Education of Women qui donne des bourses aux étudiantes pour leur permettre d'entreprendre des études supérieures. Elle est cofondatrice de l'American of Collegiate Alumnae, en 1881, créée dans l'objectif d'octroyer des bourses aux étudiantes et universitaires, promouvoir l'éducation supérieure des femmes et définir des standards en éducation des jeunes filles. L'association soutient les organisations étudiantes féminines et encouragent les ambitions professionnelles des jeunes femmes en surmontant les obstacles qu'elles rencontrent. Emily Talbot crée et dirige la Massachusetts Society for the University Education of Women qui soutient financièrement l'accès de jeunes femmes de milieux modestes à l'université. Par ailleurs, elle encourage sa fille Marion à accepter une situation à l'université de Chicago créée en 1890. 
Emily Talbot est membre associée de l'American Institute of Homeopathy, membre de l'American Social Science Association et trustee de l'hôpital psychiatrique de Westborough qui ouvre en 1884. Elle meurt à Holderness, dans le New Hampshire, le 29 octobre 1900.

### Liens extérieurs
- Notice dans un dictionnaire ou une encyclopédie généraliste :   - American National Biography